# Ptychadena straeleni
Ptychadena straeleni és una espècie de granota que viu al Camerun, República Centreafricana, República Democràtica del Congo i, possiblement també, al Txad i Sudan.